# San José Estancia Grande
San José Estancia Grande är en kommunhuvudort i Mexiko.   Den ligger i kommunen San José Estancia Grande och delstaten Oaxaca, i den sydöstra delen av landet, 400 km söder om huvudstaden Mexico City. San José Estancia Grande ligger 75 meter över havet och antalet invånare är 960.
Terrängen runt San José Estancia Grande är huvudsakligen platt, men österut är den kuperad. Runt San José Estancia Grande är det ganska glesbefolkat, med 48 invånare per kvadratkilometer. Närmaste större samhälle är Santo Domingo Armenta, 14,0 km väster om San José Estancia Grande. Omgivningarna runt San José Estancia Grande är en mosaik av jordbruksmark och naturlig växtlighet.